# Filmfare Awards (1993)
38-я церемония награждения Filmfare Awards прошла в городе Бомбей в 1993 году. На ней были отмечены лучшие киноработы на хинди, вышедшие в прокат до конца 1992 года.
Лауреатом премии имени Раджа Капура за вклад в кинематограф стал актёр Дев Ананд.

## Список лауреатов и номинантов
Лауреаты премии в игровых и музыкальных категориях выделены полужирным шрифтом на золотом фоне, а также, по возможности, представлены фотографиями.

### Основные премии
| Категории                            | Фото лауреатов                      | Лауреаты и номинанты                                                     | Фильмы                              | Роли                                |
| ------------------------------------ | ----------------------------------- | ------------------------------------------------------------------------ | ----------------------------------- | ----------------------------------- |
| Лучший фильм                         | Лучший фильм                        | • «Сын» (реж. и прод. Индра Кумар)                                       | • «Сын» (реж. и прод. Индра Кумар)  | • «Сын» (реж. и прод. Индра Кумар)  |
| Лучший фильм                         | Лучший фильм                        | • «Соперники» (реж. Мансур Хан, прод. Насир Хуссейн)                     |                                     |                                     |
| Лучший фильм                         | Лучший фильм                        | • «Бог свидетель» (реж. Мукул С. Ананд, прод. Назир Ахмед, Манодж Десаи) |                                     |                                     |
| Лучшая режиссёрская работа           |                                     | • Индра Кумар                                                            | «Сын»                               | «Сын»                               |
| Лучшая режиссёрская работа           | • Мансур Хан                        | «Соперники»                                                              |                                     |                                     |
| Лучшая режиссёрская работа           | • Мукул С. Ананд                    | «Бог свидетель»                                                          | «Бог свидетель»                     |                                     |
| Лучшая мужская роль                  |                                     | • Аамир Хан                                                              | «Соперники»                         | Санджайлал Шарма                    |
| Лучшая мужская роль                  | • Амитабх Баччан                    | «Бог свидетель»                                                          | Баадшах Хан                         |                                     |
| Лучшая мужская роль                  | • Анил Капур                        | «Сын»                                                                    | Раджу                               |                                     |
| Лучшая женская роль                  |                                     | • Джухи Чавла                                                            | «Пой, Радха, пой»                   | Радха                               |
| Лучшая женская роль                  | • Шридеви                           | «Бог свидетель»                                                          | Беназир, Мехнди                     |                                     |
| Лучшая женская роль                  | • Мадхури Дикшит                    | «Сын»                                                                    | Сарасвати                           |                                     |
| Лучшая мужская роль второго плана    |                                     | • Амриш Пури                                                             | «Muskurahat»                        | Гопичанд Верма                      |
| Лучшая мужская роль второго плана    | • Дэнни Дензонгпа                   | «Бог свидетель»                                                          | Кхуда Бакш                          |                                     |
| Лучшая мужская роль второго плана    | • Нана Патекар                      | «Мечты джентльмена»                                                      | Джай                                |                                     |
| Лучшая мужская роль второго плана    | • Девен Бходжани                    | «Соперники»                                                              | Гханшьям                            |                                     |
| Лучшая женская роль второго плана    |                                     | • Аруна Ирани                                                            | «Сын»                               | Лакшми Деви                         |
| Лучшая женская роль второго плана    | • Пуджа Беди                        | «Соперники»                                                              | Девика                              |                                     |
| Лучшая женская роль второго плана    | • Шилпа Широдкар                    | «Бог свидетель»                                                          | инспектор Хенна Ранвир Сетхи        |                                     |
| Лучший дебют                         |                                     | • Шахрух Хан                                                             | «Безумная любовь»                   | Раджа Сахаи                         |
| Lux New Face of the Year             |                                     | • Дивья Бхарти                                                           | «Безумная любовь»                   | Каджол                              |
| Лучшее исполнение комической роли    |                                     | • Анупам Кхер                                                            | «Роса и пламя»                      | майор Индер Мохан Латхи             |
| Лучшее исполнение комической роли    | • Анупам Кхер                       | «Игра»                                                                   | дядя Симы                           |                                     |
| Лучшее исполнение комической роли    | • Лакшмикант Берде                  | «Сын»                                                                    | Панду                               |                                     |
| Лучшее исполнение отрицательной роли |                                     | • Амриш Пури                                                             | «Tahalka»                           | диктатор Донг                       |
| Лучшее исполнение отрицательной роли | • Киран Кумар                       | «Бог свидетель»                                                          | мститель, позднее наркобарон Паша́   |                                     |
| Лучшее исполнение отрицательной роли | • Нана Патекар                      | «Angaar»                                                                 | застройщик Маджид Хан               |                                     |
| Лучший сюжет                         | Премия за лучший сюжет не вручалась | Премия за лучший сюжет не вручалась                                      | Премия за лучший сюжет не вручалась | Премия за лучший сюжет не вручалась |

### Музыкальные премии
| Категории                       | Фото лауреатов       | Лауреаты и номинанты | Фильмы                              | Песни                   |
| ------------------------------- | -------------------- | -------------------- | ----------------------------------- | ----------------------- |
| Лучшая музыка к песне           |                      | • Ананд-Милинд       | «Сын»                               | «Сын»                   |
| Лучшая музыка к песне           | • Джатин-Лалит       | «Соперники»          | «Соперники»                         |                         |
| Лучшая музыка к песне           | • Надим-Шраван       | «Безумная любовь»    | «Безумная любовь»                   |                         |
| Лучшие слова к песне            |                      | • Маджрух Султанпури | «Соперники»                         | «Woh Sikander Hi Dosto» |
| Лучшие слова к песне            | • Самир              | «Безумная любовь»    | «Aisi Deewangi»                     |                         |
| Лучшие слова к песне            | • Самир              | «Безумная любовь»    | «Teri Umeed Tera Intezar Karte Hai» |                         |
| Лучший мужской закадровый вокал |                      | • Кумар Сану         | «Безумная любовь»                   | «Sochenge Tumhain»      |
| Лучший мужской закадровый вокал | • Удит Нараян        | «Соперники»          | «Pehla Nasha»                       |                         |
| Лучший мужской закадровый вокал | • Винод Ратход       | «Безумная любовь»    | «Aisi Deewangi»                     |                         |
| Лучший женский закадровый вокал |                      | • Алка Ягник         | «Безумная любовь»                   | «Aisi Deewangi»         |
| Лучший женский закадровый вокал | • Анурадха Паудвал   | «Сын»                | «Dhak Dhak»                         |                         |
| Лучший женский закадровый вокал | • Кавита Кришнамурти | «Бог свидетель»      | «Main Tujhe Kabool»                 |                         |

### Премии критиков
| Категории                   | Фото лауреатов              | Лауреаты                                 | Фильмы                                   | Роли                                     |
| --------------------------- | --------------------------- | ---------------------------------------- | ---------------------------------------- | ---------------------------------------- |
| Лучший художественный фильм | Лучший художественный фильм | • «Идиот» (реж. Мани Каул)               | • «Идиот» (реж. Мани Каул)               | • «Идиот» (реж. Мани Каул)               |
| Лучшая роль                 |                             | • Димпл Кападия                          | «Плакальщица»                            | плакальщица Шаничари                     |
| Лучший документальный фильм | Лучший документальный фильм | • «All in the Family» (реж. Кетан Мехта) | • «All in the Family» (реж. Кетан Мехта) | • «All in the Family» (реж. Кетан Мехта) |

### Технические премии
| Категории                            | Лауреаты                           | Фильмы              |
| ------------------------------------ | ---------------------------------- | ------------------- |
| Лучший диалог                        | • Кадер Хан                        | «Angaar»            |
| Лучший сценарий                      | • Азиз Мирза и Манодж Лалвани      | «Мечты джентльмена» |
| Лучший монтаж                        | • Зафар Султан и Дилип Каталги     | «Соперники»         |
| Лучшая операторская работа           | • С. Куумар                        | «Muskurahat»        |
| Лучшая хореография                   | • Сародж Хан                       | «Сын» («Dhak Dhak») |
| Лучшая работа художника-постановщика | • Р. Верман                        | «Angaar»            |
| Лучший звук                          | • Бхагат Сингх Ратход и Кулдип Суд | «Бог свидетель»     |

## Наибольшее количество номинаций и побед
- «Сын» – 9 (5)
- «Бог свидетель» – 9 (3)
- «Соперники» – 9 (2)
- «Безумная любовь» – 8 (5)
- «Angaar» – 3 (3)